# Cocculus hirsutus
Cocculus hirsutus är en tvåhjärtbladig växtart som först beskrevs av Carl von Linné, och fick sitt nu gällande namn av Friedrich Ludwig Diels. Cocculus hirsutus ingår i släktet Cocculus och familjen Menispermaceae. Inga underarter finns listade i Catalogue of Life.